# Tegel (Gestein)
Tegel ist eine in Österreich übliche Gesteinsbezeichnung für ein zu den Plänern zugehöriges mergeliges (lehmig-toniges und oft kalkhaltiges) Gestein von grünlich-grauer oder manchmal gelblicher Farbe. Die Bezeichnung Tegel findet allgemein Anwendung bei tonigen Gesteinen, speziell jedoch bei Schichtfolgen des Tertiärs im Alpenvorland der Ostalpen, im Wiener Becken und den Karpaten. Abgeleitet von dieser Gesteinsbezeichnung haben sich, ausgehend von der geologischen Kartierung in Österreich-Ungarn, zahlreiche stratigraphische Lokalbezeichnungen eingebürgert, die heute jedoch sämtlich keine formale Gültigkeit mehr besitzen.

## Begriff
Der Name für Tegelablagerungen leitet sich vom lateinischen Wort tēgula ab. Darin befindet sich das Stammwort tegere für decken, bedecken und schützen. Die Römer bezeichneten mit tēgula den Dachziegel, wogegen der Ziegel als Baustein later oder testă heißt.
Eduard Suess führt in einem Vortrag vom 28. April 1862 dazu aus: „Man erzeugt Ziegel aus dem marinen, dem brackischen und dem Süsswasser-Tegel, aus Gemengen von Löss und Tegel, aus Löss und endlich gar aus dem alluvialen Silt. Der Tegel eignet sich am besten hierzu, besonders dort, wo er nicht zu viele fossile Conchylien enthält, […] Die Erzeugung von Ziegeln in Wien hat ihre eigenthümliche Geschichte. In römischen Mauerwerke hat man am Peter (am Eck des Kühfussgässchens) und in der unteren Bräunerstrasse Ziegel gefunden, welche ihrem Stempel zufolge aus einer Werkstätte in Carnunt stammen und welche beweisen, dass damals wenigstens zuweilen dieses wichtige Baumaterial aus der Gegend von Petronell herbeigeführt wurde.“
Eine Ziegelbauweise gab es in den zentralen Regionen des Römischen Imperiums nur in Form von Verkleidungselementen, die einen stabileren Kern besaßen. In den Provinzen führte dagegen das Militär häufig Ziegelbauten aus. Zur Herstellung waren eigens dafür gebildete Einheiten beauftragt, die als Teil der jeweiligen militärischen Einheit diese Technik beherrschten und den regionalen Bedarf zu decken hatten. Deren Ziegel tragen stets den Truppenstempel. Auf diese Weise verbreiteten sich die Begriffe, Kenntnisse und die Technologie im Römischen Reich sowie unter den angrenzenden Völkern. Den Lagerstätten geeigneter Sedimente kam auf diese Weise im Militär eine große Aufmerksamkeit zu.

### Alte Hinweise auf Nutzung
Im 13. Jahrhundert bestanden Ziegelgruben im Gebiet von Wien, die vom Passauer Bischof Otto in einem Brief von 1261 erwähnt werden. Durch Konrad Rampperstorffer sind 1408 Dachziegel für St. Stephan geliefert worden.

## Grundlagen
Die Bezeichnung Tegel wird – vor allem in der Geologie Österreichs und Ungarns – für eine tonige Gesteinsfolge des Tertiärs verwendet. Es handelt sich um Verwitterungsprodukte verschiedener Gesteine, die vor 12–17 Millionen Jahren entstanden und in mehreren 10 bis über 1000 Meter mächtigen Schichten im Alpenvorland am Nordrand der Alpen von Bayern nach Osten über die niederösterreichischen Voralpen, das Wiener Becken bis zu den Karpaten vorkommen. Als Einschaltungen in die tonige Schichtfolge treten Feinsandsteinlagen auf, die im Wiener Becken als Speichergestein für Erdöl dienen können, sowie Lagen von vulkanischen Ablagerungen.
Je nach Zusammensetzung des Ausgangsgesteines sind Reste von Muschelschalen und Meeresfossilien in der lehmig-tonigen Grundmasse enthalten.

## Vorkommen
Die Schichtbezeichnung Tegel tragen Gesteinseinheiten des Tertiärs im Wiener Becken, im Vorland der Karpaten und in Slowenien, zum Beispiel
- Badener Tegel im Wiener Becken[7]
Der Badener Tegel des Wiener Beckens führt zahlreiche Groß- und Kleinfossilien, er ist unter anderem deshalb namengebend für die geologische Stufe Badenien des Miozäns (13,3 bis 16,5 Millionen Jahre) im Oberen Tertiär.[7] Bekannt sind gut erhaltene Schneckenfossilien verschiedener Fundorte in Niederösterreich[9]
- Pielacher Tegel zwischen Krems und Wieselburg[10]
- Hernalser Tegel und Nussdorfer Tegel im Wiener und Steirischen Becken[11]
- Tegel von Gornji Grad, Gornji Grad in Slowenien (Unteroligozän)[12]
- Tegel bei Böhmisch Trübau (von Katzer und Reuss beschrieben)[13]